# Sklabiňa
Sklabiňa (hongrois : Szklabinya) est un village de Slovaquie situé dans la région de Žilina.

## Histoire
La première mention écrite du village date de 1242.

## Démographie

### Évolution de la population
| Année:               | 1994. | 2004.   | 2014.   | 2024.   |
| -------------------- | ----- | ------- | ------- | ------- |
| Nombre de personnes: | 584   | 608     | 634     | 644     |
| Différence:          |       | +4,10 % | +4,27 % | +1,57 % |

| Année:               | 2023. | 2024.   |
| -------------------- | ----- | ------- |
| Nombre de personnes: | 642   | 644     |
| Différence:          |       | +0,31 % |